# Abenteuer in den Weiden
Abenteuer in den Weiden (jap. 楽しいウイロータウン, Tanoshii Uirō Taun für Tanoshii Willow Town, dt. „Die lustige Weidenstadt“) ist eine Anime-Fernsehserie, die zwischen 1993 und 1994 in japanisch-kanadischer Kooperation entstanden ist. Die Geschichten beruhen auf dem Roman Der Wind in den Weiden von Kenneth Grahame.

## Handlung
Die Wasserratte Flax lebt zusammen mit ihren Freunden, dem Maulwurf Schaufel und dem Frosch Toddy Fröschel in einem kleinen am Fluss liegenden Ort namens Weidenstedt. Gemeinsam erleben sie viele Abenteuer und müssen sich dabei oft mit Fiesel-Wiesel und seiner Bande auseinandersetzen.

## Produktion und Veröffentlichung
Die Serie wurde zwischen 1993 und 1994 in Japan von Enoki Films produziert. Zuständig für die Animationen war E&G Films. Die Regie übernahm Tameo Kohanawa. Für das Charakterdesign war Toshiyasu Okada verantwortlich und die künstlerische Leitung lag bei Mitsuharu Miyamae und Takeshi Waki. Die Musik in der Serie wurde von Osamu Tezuka übernommen. Das Titellied Yume ni Konnichi wa Willow Town Monogatari und das Abspannlied Liverpool e Oide stammen von Masami Okui. Die Musikproduktion übernahm TV Tokyo Music und die Sound-Produktion E&M Planning Center.
Erstmals wurde die Serie vom 7. Oktober 1993 bis zum 31. März 1994 bei TV Tokyo in Japan ausgestrahlt. Die deutsche Erstausstrahlung erfolgte am 6. September 1997 auf Das Erste im Tigerenten Club. Weitere Ausstrahlungen erfolgten ebenfalls auf MDR, SWR, Hr-fernsehen und KIKA, RBB Berlin. Die Serie wurde auch ins Englische, Spanische und Portugiesische übersetzt.

## Synchronisation
| Rolle         | japanischer Sprecher (Seiyū) | deutscher Sprecher |
| ------------- | ---------------------------- | ------------------ |
| Flax/Ratty    | Urara Takano                 | Konrad Bösherz     |
| Erzähler      | Banjō Ginga                  |                    |
| Schaufel      |                              | Wanja Gerick       |
| Toddy/Taddo   | Naoki Tatsuta                | Hans Hohlbein      |
| Fiesel Wiesel |                              | Hermann Ebeling    |

## Episodenliste
| Nr. | deutscher Titel           | Nr. | deutscher Titel                |
| --- | ------------------------- | --- | ------------------------------ |
| 1   | Der Ausflug               | 14  | Reise zum Regenbogen           |
| 2   | Hinter Gittern            | 15  | Der Tunnel                     |
| 3   | Der Fröschl-Hof in Gefahr | 16  | Mamas freier Tag               |
| 4   | Schaufel hebt ab          | 17  | Land unter                     |
| 5   | Das Dampfmonster          | 18  | Das Fußballspiel               |
| 6   | Eine Rose für Jane        | 19  | Wo ist Engelbert?              |
| 7   | Gefährliche Floßfahrt     | 20  | Falsche Freunde                |
| 8   | Flax neuer Freund         | 21  | Überraschung für Meister Dachs |
| 9   | Der Bananen-Dieb          | 22  | Der Drache von Weidenstedt     |
| 10  | Toddy, der Videoschreck   | 23  | Eine Hand wäscht die andere    |
| 11  | Zeit ist Geld             | 24  | Der geheimnisvolle Helfer      |
| 12  | Die Schatzsuche           | 25  | Die Rettungsaktion             |
| 13  | Die Einladung             | 26  | Der große Abschied             |